# Dustin VanBallegooie
Dustin VanBallegooie (født 25. marts 1983 i Murilo, Ontario, Canada) er en canadisk ishockeyspiller der spiller for SønderjyskE.
Dustin VanBallegooie startede karrieren i Sault Ste. Marie Greyhounds i OHL-ligaen i Canada. 
Spillede i sæsonerne 2008-09, 2009-10, 2010-11 for SønderjyskE. Dansk mester med SønderjyskE 2008-09, 2009-10.